# Escitalopram
Escitalopram (zaščiteni imeni Lexapro in Cipralex) je učinkovina, ki se uporablja proti depresiji in tesnobi. Gre za čisti S-enantiomer citaloprama.

## Zgodovina
Učinkovino sta razvili podjetji Lundbeck and Forest Laboratories. Razvoj se je začel poleti leta 1997 in vlogo za pridobitev dovoljenja za promet z zdravilom so pri FDA vložili marca 2001. Kratko obdobje razvoja (le 3,5 leta) je posledica tega, da sta podjetji že poprej opravili dolgotrajne študije na racematni obliki učinkovine (citalopram), ki ima podobne farmakološke lastnosti.
FDA je izdala dovoljenje za promet proti depresiji avgusta 2002 in proti tesnobi decembra 2003.
Citalopram oziroma escitalopram spadata tako med zdravila, ki so jim z novimi dognanji podaljšali patentno zaščito in s tem eksluzivno pravico do trženja; dokler patentna zaščita ne poteče, ni dovoljeno prodajati generičnih zdravil. Escitalopram je enantiomerna oblika citaloprama z isto indikacijo, in zato je bilo potrebno vložiti manj časa in raziskav v njegov razvoj. Dve leti po prihodu escitaloprama na tržišče je citalopram izgubil patentno zaščito, a je escitalopram podjetjema uspešno nadomestil to izgubo. Marca 2006 je FDA odobrila generično obliko escitaloprama farmacevtskega podjetja Teva, a je sodišče še istega leta presodilo, da patentna zaščita še vedno pripada podjetju Lundbeck.
Kljub podobnostim citaloprama in escitaloprama so predklinične in klinične študije pokazale razlike v učinkovitosti. 
Študije so pokazale tudi nekatere klinične prednosti pred drugimi antidepresivi iz skupine zaviralcev ponovnega privzema serotonina (SSRI), kot sta na primer paroksetin 
(zlasti pri hudih oblikah depresije) in sertralin.

## Farmakologija
Escitalopram je antidepresiv iz skupine zaviralcev ponovnega privzema serotonina. Uporablja se pri depresiji, anksioznosti, socialni fobiji, paničnih motnjah in obsesivno-kompulzivni motnji. Escitalopram je visoko selektivna učinkovina in ima posledično malo neželenih učinkov, ki se ne nanašajo na serotonergični sistem.
Escitalopram deluje tako, da v sinapsah zviša koncentracijo živčnega prenašalca serotonina, ker zavira privzem le-tega nazaj v nevron. Med trenutno prisotnimi zdravili iz skupine zaviralcev privzema serotonina ima escitalopram največjo afiniteto do humanega serotoninskega transporterja, ki je odgovoren za ponovni privzem serotonina v nevron. Drug enantiomer citaloprama, R-citalopram, je manj učinkovit, zato je tudi escitalopram učinkovitejši od citaloprama, ki vsebuje oba enantiomera.

## Neželeni učinki
Escitalopram izkazuje podobne neželene učinke kot drugi zaviralci privzema serotonina, torej slabost, somnolenco in motnje prebavil, ki so relativno pogosti. Kot drugi zaviralci privzema serotonina, deluje tudi na spolnost.
Za escitalopram v primerjavi s placebom ni značilno povišanje telesne teže.
Metaanaliza kliničnih študij podjetja Lundbeck tudi ni pokazala povišanega tveganja za samomorilnost; nasprotno, samomorilnih misli je bilo v primerjavi s skupino, ki je prejemala placebo, pomembno manj.
Analiza, ki jo je izvedla FDA, je pokazala večjo nagnjenje do samomora pri bolnikih s psihozami, ki so prejemali escitalopram.